# 喬·阿德勒
喬·阿德勒（Joe Adler，1993年3月29日—）是美國的一位演員。他最著名的作品是在電影移動迷宮中飾演Zart角色，以及在心計中飾演Jason Wylie角色。

## 外部連結
- 喬·阿德勒在互联网电影资料库（IMDb）上的資料（英文）
- 喬·阿德勒的X（前Twitter）